# Anna Pietrina Murrighile
Anna Pietrina Murrighile (Olbia, 31 luglio 1955) è una politica italiana, prima presidente della nuova Provincia di Olbia-Tempio, poi soppressa nel 2016.
Laureata in giurisprudenza, è iscritta all'ordine degli avvocati del foro di Tempio Pausania dal 29 aprile 1982 e patrocinante in Cassazione dal 19 luglio 1996.
È stata esponente di un movimento autonomista locale, Progetto Sardegna, consigliere comunale di Olbia nell'allora provincia di Sassari quando si è battuta per l'autonomia territoriale della Gallura, un territorio omogeneo dal punto di vista dell'idioma, il gallurese, e delle tradizioni.
È stata eletta Presidente della Provincia nel turno elettorale del 2005 Gianfranco Moretton (ballottaggio del 22 e 23 maggio), raccogliendo il 51,9% dei voti in rappresentanza di una coalizione di centrosinistra comprendente DS, Margherita, Gallura Unita (comprendente Progetto Sardegna, SDI, IdV, RC), UDEUR, PSd'Az.
Alle amministrative del 2010 alla testa della lista Alleanza per l'Italia ottiene il 3,55% per 2.554 voti.